# Villa Toverhoed
Villa Toverhoed (voorheen Toverhuis) is een attractie in het Nederlandse pretpark Toverland. De attractie is een interactieve walktrough.

## Geschiedenis
De attractie werd geopend werd in 2008 onder de naam Toverhuis en behield deze naam tot 2021 en ligt in het Land Van Toos. Daarna werd het veranderd in Villa Toverhoed.

## Beschrijving attractie
Bij het binnengaan van de attractie krijg je een toverstaf. Deze gebruik je om de verschillende zaken tot leven te brengen.
Lijst van attracties in Attractiepark Toverland · Afbeeldingen